# 동평중학교 (대구)
동평중학교(東坪中學校)는 대한민국 대구광역시 북구 구암동에 있는 공립 중학교이다.

## 학교 연혁
- 1997년 11월 6일 : 대구광역시 시립학교 설치조례 34767호 설립인가 (인가 학급수 30학급)
- 2001년 1월 23일 : 신축교사 준공
- 2001년 3월 1일 : 초대 최태석 교장 취임
- 2001년 3월 5일 : 제1회 입학식 거행(10학급 355명)
- 2004년 2월 12일 : 제1회 졸업식 거행 (졸업생 409명)
- 2004년 11월 1일 : 일반교실(5실) 증축 및 우레탄 경기장 준공
- 2007년 4월 11일 : 동평도서관(꿈마로) 개관식, 멀티도서관 완공
- 2014년 3월 1일 : 제6대 배상운 교장 부임
- 2014년 8월 18일 : 동평카페테리아(명인관) 개관
- 2017년 11월 14일 : 동평관(강당) 준공
- 2020년 9월 1일 : 제9대 이삼식 교장 부임
- 2022년 2월 10일 : 제19회 졸업식(344명, 졸업생 누계 7,464명)
- 2022년 3월 2일 : 제22회 입학식(입학생 293명)
- 2023년 2월 10일 : 제 20회 졸업식 거행(졸업생334명)
- 2023년 3월 1일 : 제10대 김춘석 교장 부임
- 2023년 3월 2일 : 제23회 입학(11학급 291명)

## 참고 자료
- 동평중학교 - 한국교육학술정보원 학교알리미